# Tricholoma
Tricholoma é um gênero de fungos da família Tricholomataceae que contém muitos cogumelos com esporos brancos, bastante carnudos, que são encontrados em todo o mundo, geralmente crescendo em florestas. São fungos ectomicorrízicos, existindo em uma relação simbiótica com várias espécies de árvores coníferas ou de folhas grandes. O nome genérico deriva do grego antigo: τριχο; romanizado: tricho; lit. 'cabelo' e grego antigo: λῶμα; romanizado: loma; lit. 'franja, borda' embora apenas algumas espécies (como o T. vaccinum) tenham pontas felpudas que se enquadram nessa descrição.

Muitos são seguros para comer, como o Tricholoma terreum, mas existem alguns venenosos, como o T. equestre.

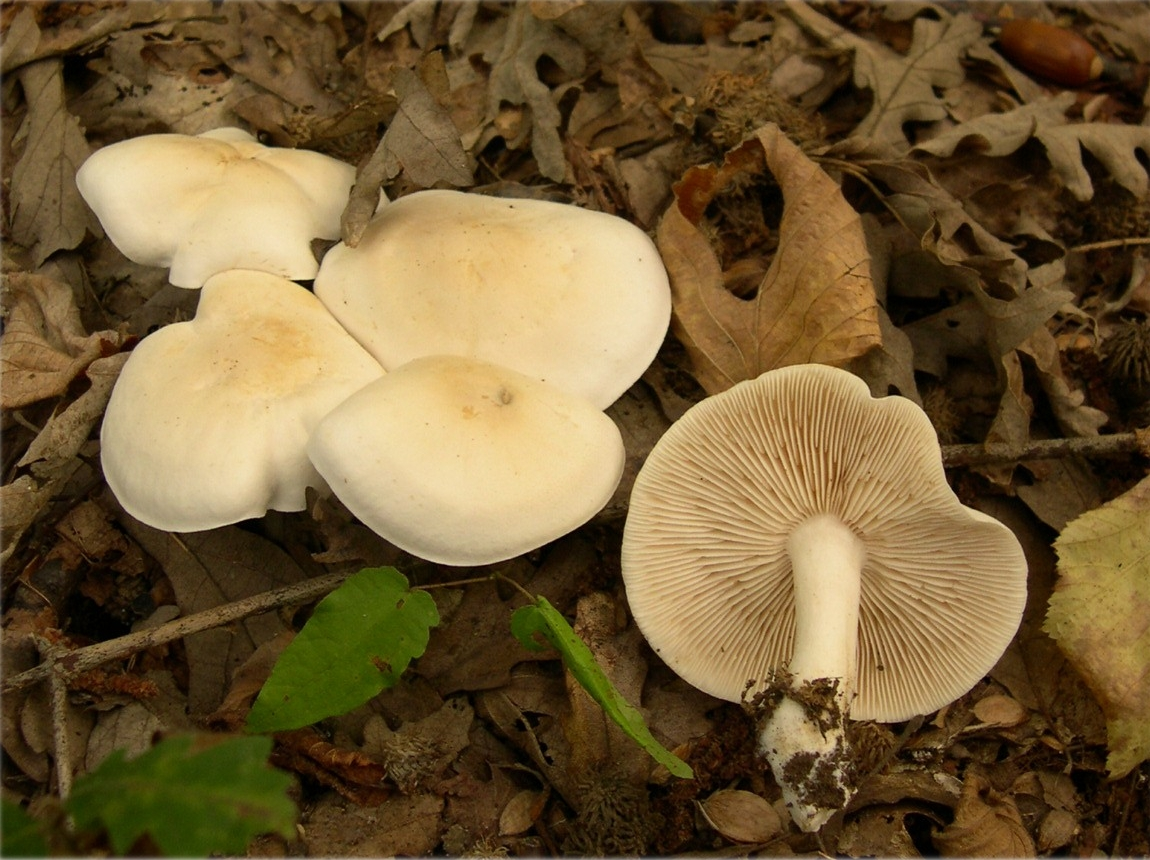
Tricholoma album
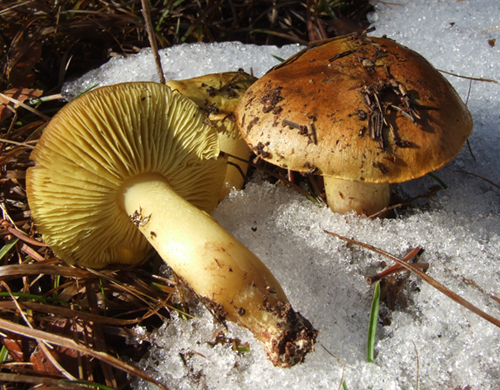
Tricholoma equestre
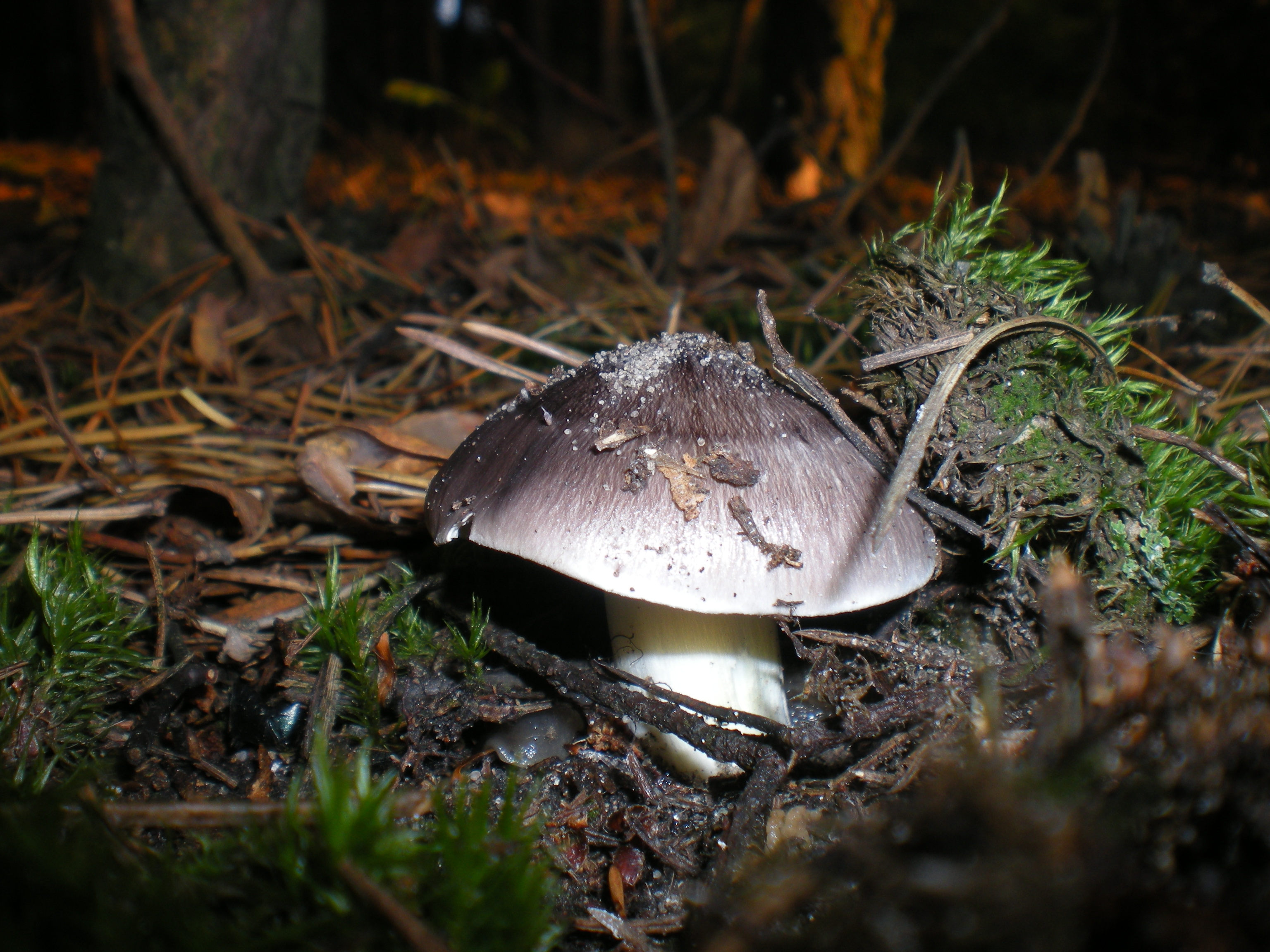
Tricholoma portentosum
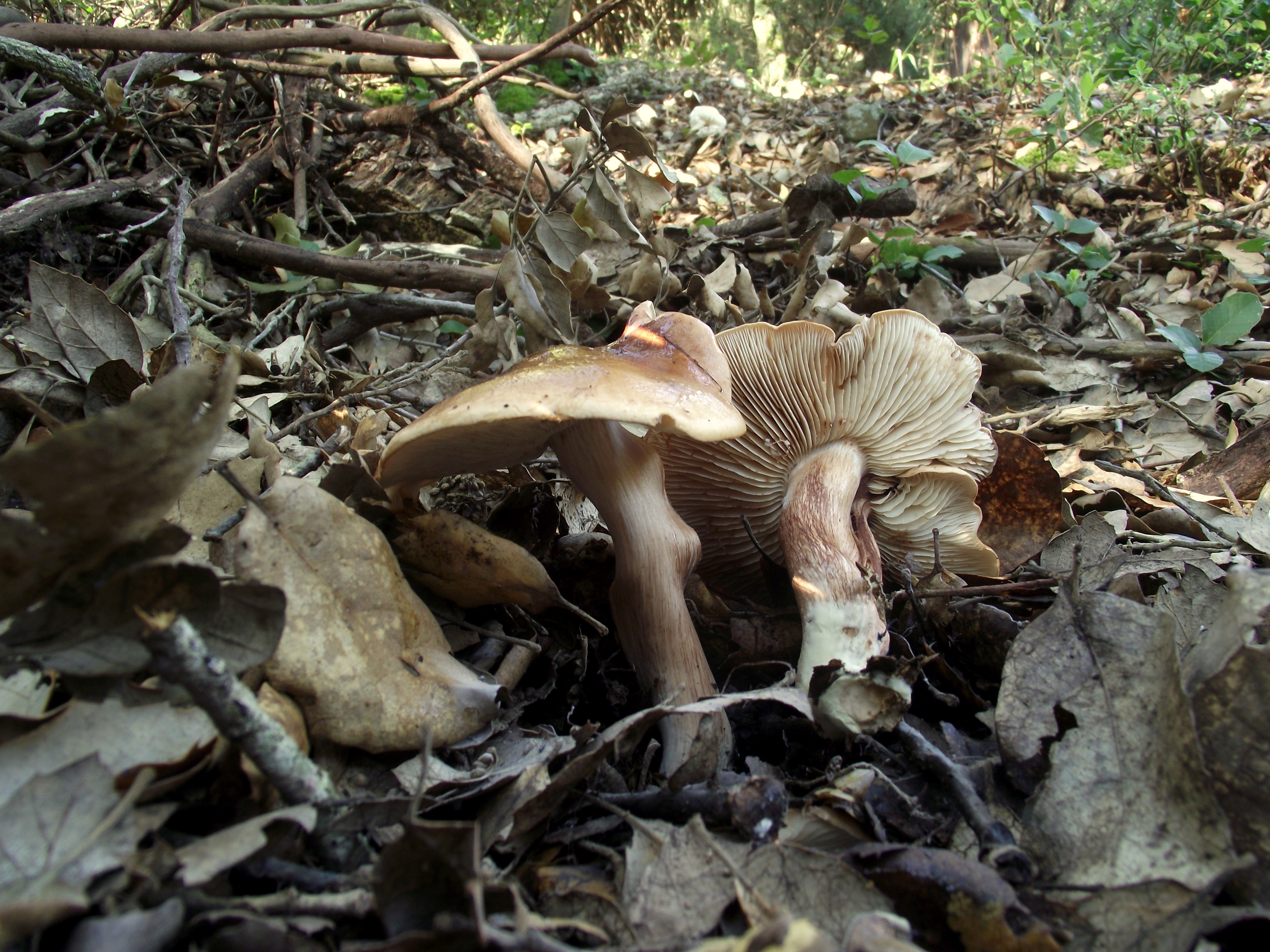
Tricholoma quercetorum
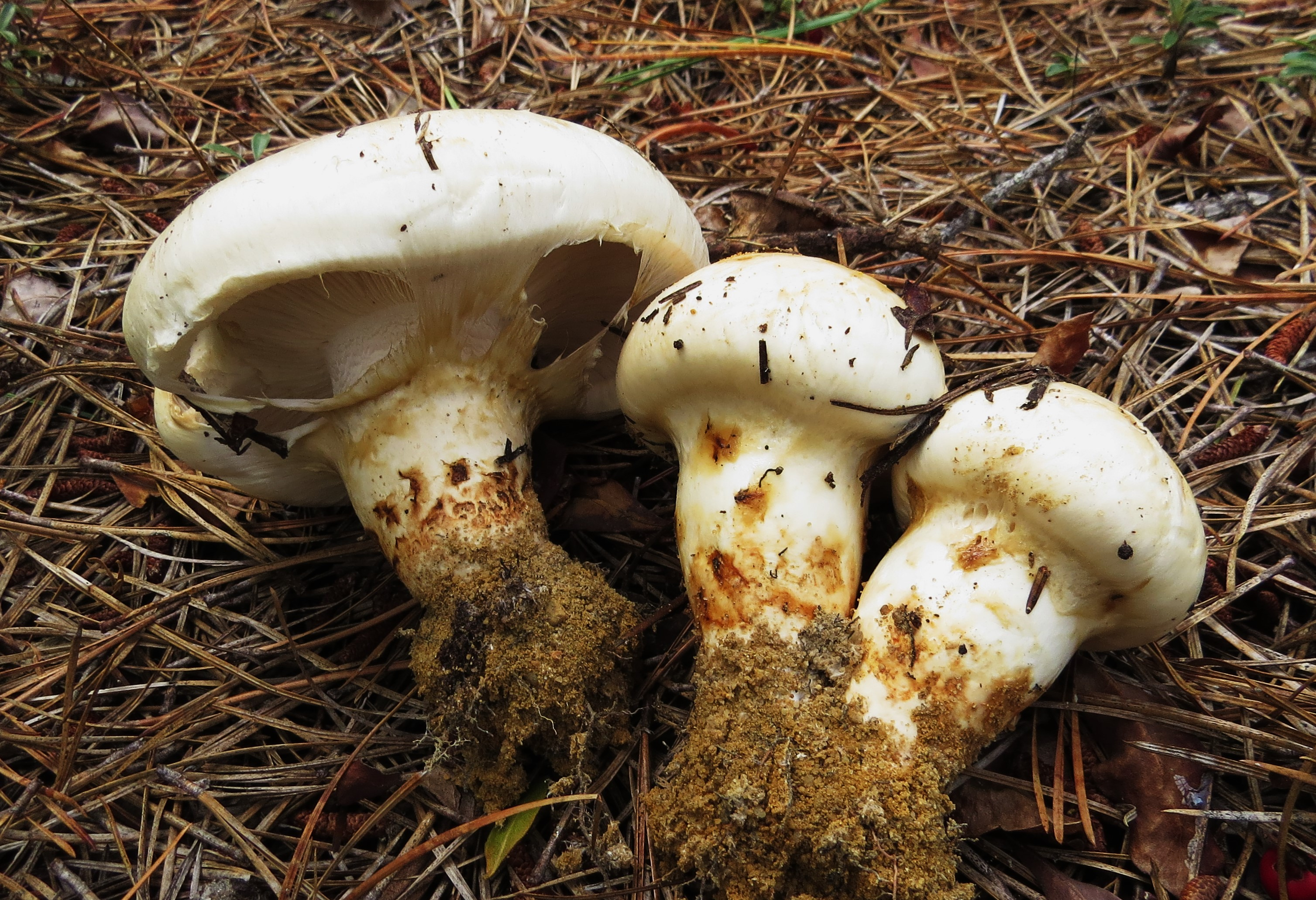
Tricholoma magnivelare (Peck; Redhead)
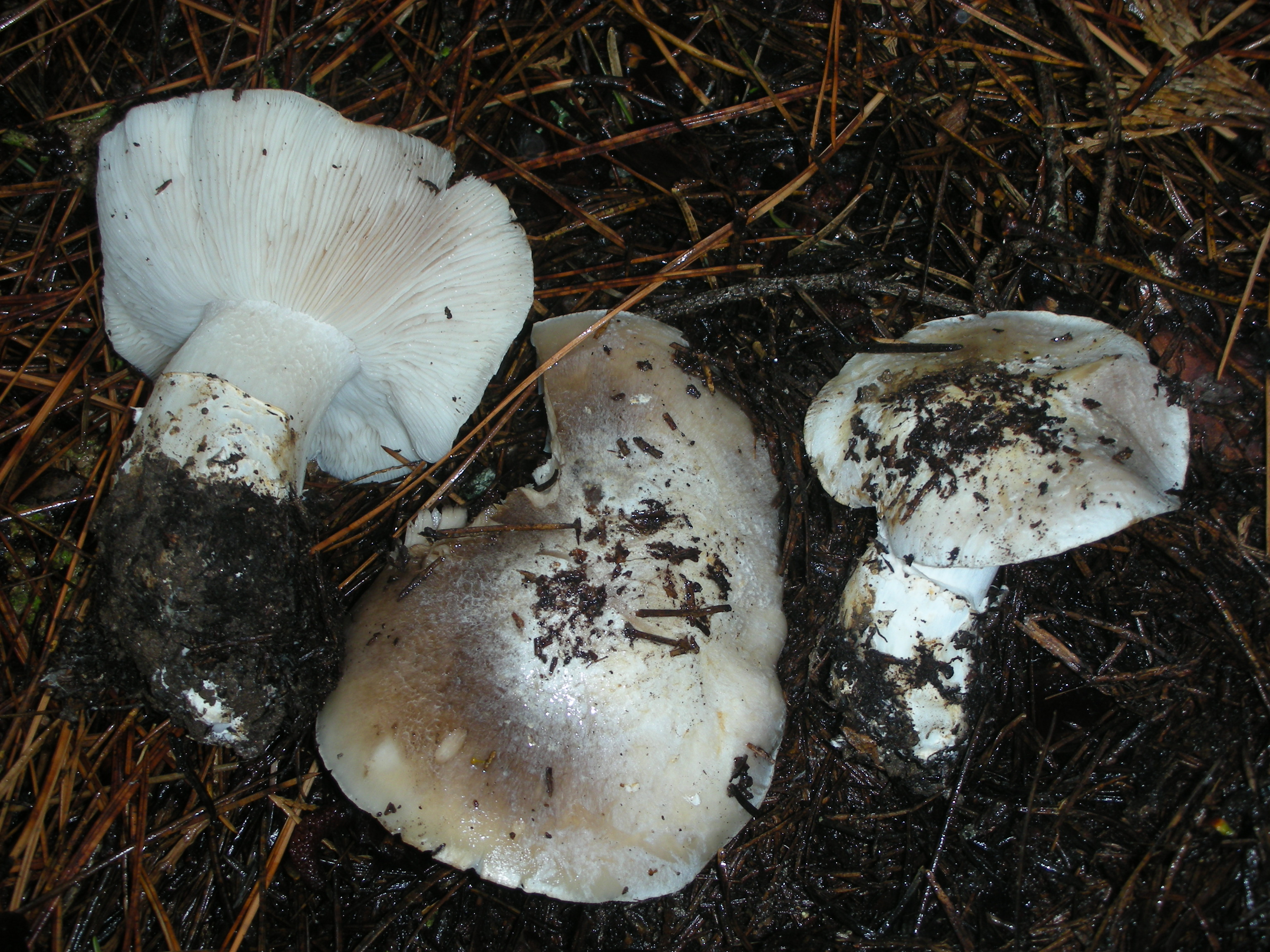
Tricholoma vernaticum

Nota: Leia o artigo original em inglês Tricholoma

## Lista de espécies
- Tricholoma acerbum (cavelheiro amargo - bitter knight)
- Tricholoma aestuans
- Tricholoma albobrunneum
- Tricholoma album (valheiro branco - white knight)
- Tricholoma argyraceum
- Tricholoma atrosquamosum (cavalheiro negro- dark-scaled knight)
- Tricholoma auratum (Tricholoma dourado - golden Tricholoma)
- Tricholoma bakamatsutake
- Tricholoma columbetta  (Tricholoma cor da pomba - dove-coloured Tricholoma)
- Tricholoma equestre (antes chamadoT. flavovirens; homem no lombo do cavalo – man-on-Horseback)
- Tricholoma focale (booted knight)
- Tricholoma fulvum
- Tricholoma huronense
- Tricholoma imbricatum (matt knight-cap)
- Tricholoma inamoenum
- Tricholoma magnivelare  (matsutake americano)
- Tricholoma matsutake  (matsutake)
- Tricholoma mesoamericanum (matsutake mexicano)
- Tricholoma murrillianum (matsutake ocidental)
- Tricholoma mutabile
- Tricholoma myomyces
- Tricholoma nigrum
- Tricholoma orirubens
- Tricholoma pardinum
- Tricholoma pessundatum
- Tricholoma populinum
- Tricholoma portentosum
- Tricholoma resplendens
- Tricholoma saponaceum
- Tricholoma scalpturatum
- Tricholoma sejunctum
- Tricholoma squarrulosum
- Tricholoma stans (upright knight)
- Tricholoma stiparophyllum  (cavalheiro químico - chemical knight)
- Tricholoma sulphureum (Tricholoma sulfúrico - sulphur Tricholoma; gas agaric)
- Tricholoma terreum (cavalheiro do gorro cinza - grey knight-cap)
- Tricholoma tigrinum
- Tricholoma ustale (cavalheiro queimado - burnt knight)
- Tricholoma ustaloides
- Tricholoma vaccinum (scaly Tricholoma; scaly knight)
- Tricholoma vernaticum
- Tricholoma virgatum  (streaked Tricholoma; cavalheiro das cinzas - ashen knight)
- Tricholoma zangii

## Curiosidades
- As espécies mais procuradas são o Tricholoma matsutake do Leste Asiático, também conhecido como matsutake ou songi, e o Tricholoma magnivelare da América do Norte, também conhecido como "cogumelo ponderosa", "matsutake americano" ou "cogumelo do pinheiro";
- Só na América do Norte, há cerca de 100 espécies descritas; [1]
- A espécie Tricholoma matsutake é uma das mais caras do mundo; [2] [3]
- Na Espanha, todos os anos no outono, a coleta de cogumelos comestíveis é comum, sendo o Tricholoma terreum um dos mais comuns; [4]
- Muitos são seguros para comer, como o Tricholoma terreum, mas existem alguns venenosos, como o T. pardinum, o T. tigrinum e o T. equestre;
- Muitas espécies originalmente descritas como Tricholoma foram transferidas para outros gêneros. Estes incluem o Wood blewit (Clitocybe nuda), anteriormente Tricholoma nudum, blewit (Clitocybe saeva), anteriormente Tricholoma personatum e cogumelo de São Jorge (Calocybe gambosa) anteriormente Tricholoma gambosum.

## Sumário
- Este artigo foi inicialmente traduzido, total ou parcialmente, do artigo da Wikipédia em inglês cujo título é «Tricholoma».